# Antonio Fernández-Román
Antonio Aurelio del Sacramento Fernández-Román García de Quevedo, més conegut com a Antonio Román (Ourense, 9 de novembre de 1911 - Madrid, 16 de juny de 1989) va ser un director de cinema espanyol.

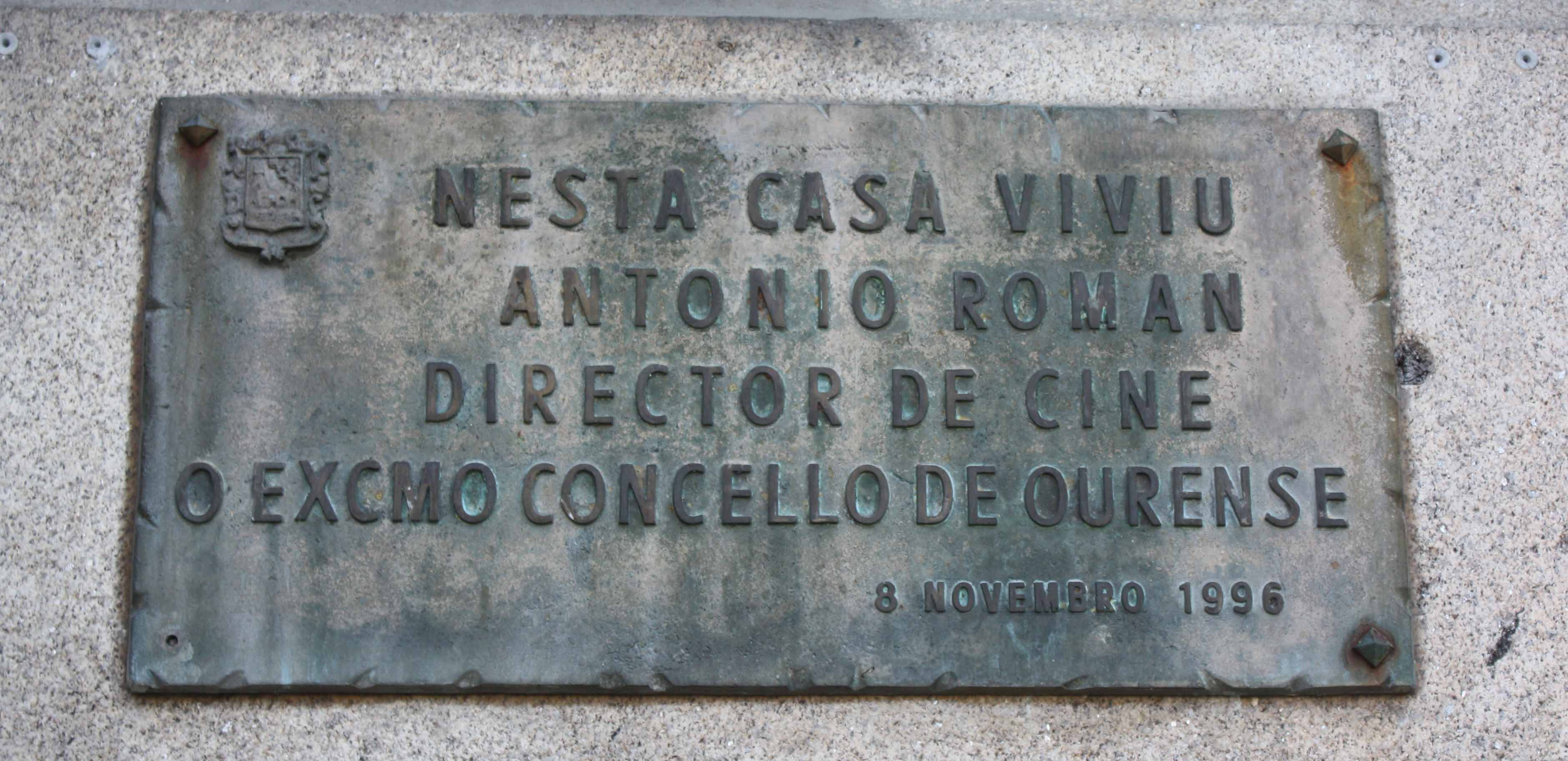
Placa a la casa on va viure Antonio Román (Ourense).

## Biografia
Pertany a aquest grup de directors renovadors del cinema espanyol de postguerra, juntament amb José Luis Sáenz de Heredia i Rafael Gil. Les seves pel·lícules van ser en nombroses ocasions guardonades i premiades.
És difícil explicar l'evolució cinematogràfica d'Antonio Román. Les seves dues primeres pel·lícules no semblaven apuntar al cinema que va arribar posteriorment. Aprofitant el moment polític, va fer dos productes nacionals que li permetessin realitzar els projectes més arriscats i personals de la seva filmografia, com són Intriga i La casa de la lluvia.
El fracàs comercial i l'escepticisme crític amb que van ser rebudes aquestes dues propostes van precipitar la tornada a projectes més comercials com Lola Montes i Los últimos de Filipinas, amb el qual va aconseguir un gran èxit.

## Premis
Medalles del Cercle d'Escriptors Cinematogràfics
| Any  | Categoria       | Pel·lícula               | Resultat  |
| ---- | --------------- | ------------------------ | --------- |
| 1945 | Millor direcció | Los últimos de Filipinas | Guanyador |

## Filmografia
- Sandra (1930)
- Ensueño (1931)
- Canto a la emigración (1935)
- Ciudad encantada (1936)
- Barcelona o ritmo de un día (1939)
- Mérida (1940)
- Al borde del gran viaje (1940)
- De la Alhambra al Albaicín (1940)
- O carro e o home (1940)
- Escuadrilla (1941)
- Boda en el infierno (1942)
- Intriga (1943)
- La casa de la lluvia (1943)
- Lola Montes (1944)
- Los últimos de Filipinas (1945)
- Fuenteovejuna (1947)
- La vida encadenada (1948)
- El amor brujo (1949)
- Pacto de silencio (1949)
- El pasado amenaza (1950)
- La fuente enterrada (1950)
- La forastera (1951)
- Último día (1952)
- Congreso en Sevilla (1955)
- La fierecilla domada (1956)
- Dos novias para un torero (1956)
- Madrugada (1957)
- Los clarines del miedo (1958)
- Bombas para la paz (1959)
- Mi mujer me gusta más (1961)
- El sol en el espejo (1963)
- Pacto de silencio (1963)
- Un tiro por la espalda (1964)
- Ringo de Nebraska (1966)
- El mesón del gitano (1969)